# Fundación Príncipe Alberto II de Mónaco
La Fundación Príncipe Alberto II de Mónaco es una organización sin ánimo de lucro para la conservación del medio ambiente. Fue creada en junio de 2006. Apoya iniciativas para la investigación, la innovación tecnológica y la conciencia social sobre el medio ambiente. Se ocupa principalmente de tres campos: el Mediterráneo, los polos y los países considerados por la ONU como en vías de desarrollo, que se ven especialmente afectados por el cambio climático.
En 2019 había subvencionado más de 470 proyectos contra el cambio climático. Tiene un patrimonio de 55 millones de euros, más de 100 socios y 10 sucursales en el mundo.
Abrió una delegación en España en 2016. Financió la expedición española del Trineo de Viento a la Antártida, que tuvo lugar entre 2018 y 2019.